# Servicio Agrícola y Ganadero
El Servicio Agrícola y Ganadero, conocido también por su sigla SAG, es un organismo público del Estado de Chile, encargado de apoyar el desarrollo de la agricultura, los bosques y la ganadería, a través de la protección y mejoramiento de la salud de los animales y vegetales. Desde julio de 2023 el director Nacional es el Médico Veterinario José Guajardo Reyes, actuando bajo el gobierno de Gabriel Boric.
Chile es un país exportador de frutas, vegetales y vinos, por lo que el SAG lleva a cabo un trabajo importante para evitar la introducción desde el extranjero, enfermedades o plagas que puedan afectar a los animales o vegetales y dañar gravemente a la agricultura, se han establecido los controles fronterizos fito y zoo-sanitarios. Dichos controles funcionan en los lugares de entrada al país, ya sea por vía terrestre, aérea o marítima. Allí se inspeccionan los productos, medios de transporte, equipaje de pasajeros, tripulación y cargas comerciales de productos silvoagropecuarios (frutos, leche, queso, etc) para verificar que se cumpla con las regulaciones sanitarias establecidas.

## Historia

### Orígenes
Los antecedentes del organismo se remontan a la «Dirección General de Agricultura y Pesca» del Ministerio de Agricultura, existente hasta 1967, órgano de la administración central del Estado con escasa independencia y con una estructura rígida, difícilmente modificable para adaptarla a las necesidades de cada momento. Debido a que su función no era dirigir la agricultura del país, sino atender las demandas del sector agrario, que en forma de servicio, debía atender el Estado, no se justificaba tampoco el nombre de "Dirección de Agricultura".
Frente a esta realidad histórica se recurrió al proyecto de ley que debía normar la reforma agraria y las transformaciones y cambios que se habían diseñado para el sector agrorrural, incluidas las de tipo institucional público, para transformar la Dirección de Agricultura en un órgano que, junto con promover el desarrollo de la producción agropecuaria, forestal y pesquera, sirviera con máxima eficacia a la solución de los principales problemas que incidían en el funcionamiento del proceso productivo, entre los cuales se contaban los relacionados con la sanidad vegetal y la salud animal; la conservación del suelo y del agua y de los recursos naturales renovables; la información estadística y catastral agrícola, ganadera, forestal y pesquera; la infraestructura para el beneficio de la producción de estos mismos rubros; la capacitación de la gente que vive y trabaja en el ámbito agrorrural; y, la fiscalización del cumplimiento de las normas de control encargadas al Ministerio de Agricultura.

### Creación
El 28 de julio de 1967 la nueva «Ley de Reforma Agraria», promulgada por el presidente Eduardo Frei Montalva, transformó a la Dirección General de Agricultura y Pesca del Ministerio de Agricultura, en una persona jurídica de derecho público denominada Servicio Agrícola y Ganadero (SAG), encabezado por su primer director nacional, Emiliano Ortega Riquelme (1967-1970).
Las normas y objetivos que rigen al SAG se establecen en la Ley N° 18.755 de 1989, modificada por la Ley N° 19.283 de 1994. Para que el SAG pudiera cumplir con eficacia sus funciones, la ley lo estableció como persona jurídica de derecho público, cuya relación con el gobierno se realiza a través del Ministerio de Agricultura, de duración indefinida, con patrimonio propio y plena capacidad para administrarlo y para adquirir, ejercer derechos y contraer obligaciones.

### Desarrollo
Desde el punto de vista operativo, el organismo, pudo darse sus propios reglamentos, establecer los programas de acción, las plantas de personal y los presupuestos para la aprobación del gobierno; definir su estructura interna y modificarla de acuerdo a las necesidades, como también, las normas de funcionamiento; crear personas jurídicas; contratar obreros y empleados temporales; fijar tarifas y cobrarlas como, también, cobrar las multas y decomisos establecidos por las leyes, cuya aplicación corresponde al Ministerio de Agricultura.
Entre las actividades en sus primeros tiempos, es necesario destacar la importancia que se dio al programa de conservación de suelos y de la fauna silvestre que venía desarrollando la Dirección de Agricultura, el levantamiento del mapa de suelos por capacidad de uso; el programa de conservación de suelos y aguas; el programa bio-acuático con el establecimiento de criaderos de ostras, choros y choritos y las primeras introducciones del salmón del Pacífico y el levantamiento de la carta de calidad de las aguas de lagos y ríos; la importación de doce mil vaquillas Poll-Hereford para la región de Magallanes con financiamiento estadounidense y de siete mil vaquillas para reforzar el «Plan Ganadero Centro», con recursos propios y financiamiento del Banco Interamericano de Desarrollo (BID); el establecimiento de viveros forestales y la gran campaña nacional de reforestación y los convenios forestales mediante los cuales se acordaba, con el propietario de tierras, realizar conjuntamente plantaciones con el aporte técnico del SAG y el compromiso de distribución, entre ambas partes, de la cosecha del bosque; la planificación del proyecto de erradicación de la fiebre aftosa y su iniciación por las provincias del sur, etcétera.

### Hitos
Tras más de 55 años de servicio el SAG destaca entre sus más importantes logros, los siguientes hitos:
- 1975: Erradicación de newcastle velogénico en aves.
- 1981: País libre de fiebre aftosa.
- 1991: Erradicación de anemia infecciosa equina en caballos.
- 1995: Erradicación de la mosca de la fruta.
- 1998: País libre de peste porcina clásica en cerdos.
- 1998: Erradicación de la Roya del espárrago.
- 2002: País libre de influenza aviar.
- 2009: Chile es reconocido como país de riesgo insignificante frente a EEB (Encefalopatía espongiforme bovina).

## Funciones
Su principal función es conservar y mejorar los recursos naturales renovables, que afectan la producción agrícola, ganadera y forestal, preocupándose de controlar la contaminación de las aguas de riego, conservar la flora y fauna silvestre y mejorar el recurso suelo, con el fin de prevenir la erosión y mantener su productividad.
Otra función es controlar que los alimentos y medicamentos elaborados para animales sean seguros y no provoquen alteraciones en su salud, y que los productos químicos y biológicos utilizados en el control de las plagas de los vegetales cumplan con sus normas de fabricación. Muy importante para conseguir este logro, ha sido la ventaja de tener una excelente condición sanitaria de los vegetales y animales de importancia económica, la que es considerada un valioso patrimonio nacional.
Al exportar productos animales o vegetales, participa en su certificación sanitaria, la que es reconocida internacionalmente por haber sido elaborada con base en normas y estándares que regulan el comercio mundial. Para lograr dicho reconocimiento se suscriben acuerdos con otros países.

## Organización
El SAG posee oficinas centrales en las 16 regiones de Chile, 66 oficinas sectoriales, 96 controles fronterizos fito y zoo-sanitarios y 11 laboratorios de diagnóstico con avanzada tecnología de análisis.
De la misma manera, el organigrama del organismo es el siguiente:
Dirección Nacional
- Gabinete
- Departamento Auditoría Interna
- División Jurídica
- Departamento de Comunicaciones y Participación Ciudadana
- Departamento de Asuntos Internacionales

Direcciones regionales
- Oficinas sectoriales
- Subdirección Nacional
  - División de Gestión Estratégica
  - Departamento de Administración y Finanzas
  - Departamento de Gestión y Desarrollo de Personas
  - Departamento Transacciones Comerciales y Autorización de Terceros
  - Departamento de Tecnologías de la Información
- Subdirección de Operaciones
  - División de Protección Agrícola-Forestal y Semillas
  - División de Protección Pecuaria
  - División de Protección de los Recursos Naturales Renovables
  - División de Control de Frontera
  - Departamento de RED-SAG de Laboratorios

## Directores nacionales
| Retrato | Titular                          | Partido | Inicio                   | Final                    | Presidente                                                                 |
| ------- | -------------------------------- | ------- | ------------------------ | ------------------------ | -------------------------------------------------------------------------- |
|         | Emiliano Ortega Riquelme         | PDC     | 1967                     | 3 de noviembre de 1970   | Eduardo Frei Montalva                                                      |
|         | Juan Diémer Johannsen            | PR      | 3 de noviembre de 1970   | 11 de septiembre de 1973 | Salvador Allende Gossens                                                   |
|         | Augusto Reyes Rosas              | Ind.    | 12 de septiembre de 1973 | 11 de julio de 1974      | Augusto Pinochet Ugarte                                                    |
|         | Osvaldo Luco Echeverría          | Ind.    | 11 de julio de 1974      | 1975                     | Augusto Pinochet Ugarte                                                    |
|         | Guillermo Salas Urzúa            | Ind.    | 1975                     | 1976                     | Augusto Pinochet Ugarte                                                    |
|         | Héctor Hevia Yanes               | Ind.    | 1976                     | 1979                     | Augusto Pinochet Ugarte                                                    |
|         | Jaime de la Sotta Benavente      | Ind.    | 1979                     | 1983                     | Augusto Pinochet Ugarte                                                    |
|         | Patricio Carvajal Ávila          | Ind.    | 1983                     | 1985                     | Augusto Pinochet Ugarte                                                    |
|         | Alejandro Marchant Baeza         | Ind.    | 1985                     | 1989                     | Augusto Pinochet Ugarte                                                    |
|         | Juan Carlos Sepúlveda Meyer      | Ind.    | 1989                     | 11 de marzo de 1990      | Augusto Pinochet Ugarte                                                    |
|         | Juan Queirolo Pizarro            | PS      | 11 de marzo de 1990      | 1991                     | Patricio Aylwin Azócar                                                     |
|         | Leopoldo Sánchez Grunert         | PPD     | 1991                     | 1996                     | Patricio Aylwin Azócar (1991-1994) Eduardo Frei Ruiz-Tagle (1994-1996)     |
|         | Antonio Yaksic Soulé             | PDC     | 1997                     | 11 de marzo de 2000      | Eduardo Frei Ruiz-Tagle                                                    |
|         | Lorenzo Caballero Urzúa          | PRSD    | 11 de marzo de 2000      | 2002                     | Ricardo Lagos Escobar                                                      |
|         | Carlos Parra Merino              | PRSD    | 2002                     | 2004                     | Ricardo Lagos Escobar                                                      |
|         | Dionisio Faulbaum Mayorga        | PRSD    | 2004                     | 2005                     | Ricardo Lagos Escobar                                                      |
|         | Francisco Bahamonde Medina       |         | 5 de julio de 2005       | 13 de abril de 2009      | Ricardo Lagos Escobar (2005-2006) Michelle Bachelet Jeria (2006-2009)      |
|         | Víctor Venegas Venegas           | PS      | 13 de abril de 2009      | 1 de abril de 2011       | Michelle Bachelet Jeria (2009-2010) Sebastián Piñera Echenique (2010-2011) |
|         | Aníbal Ariztía Reyes             | UDI     | 6 de junio de 2011       | 16 de diciembre de 2013  | Sebastián Piñera Echenique                                                 |
|         | Horacio Bórquez Conti            | RN      | 16 de diciembre de 2013  | 11 de marzo de 2014      | Sebastián Piñera Echenique                                                 |
|         | Ángel Sartori Arellano           | PDC     | 11 de marzo de 2014      | 11 de marzo de 2018      | Michelle Bachelet Jeria                                                    |
|         | Horacio Bórquez Conti            | RN      | 1 de agosto de 2018      | 11 de marzo de 2022      | Sebastián Piñera Echenique                                                 |
|         | Andrea Collao Véliz (subrogante) | Ind.    | 18 de marzo de 2022      | 31 de julio de 2023      | Gabriel Boric Font                                                         |
|         | José Guajardo Reyes              | FREVS   | 1 de agosto de 2023      | Actualidad               | Gabriel Boric Font                                                         |

### Redes sociales
- Servicio Agrícola y Ganadero en X (antes Twitter)
- Servicio Agrícola y Ganadero en Instagram
- Servicio Agrícola y Ganadero en Facebook
- Servicio Agrícola y Ganadero en Flickr

### Otros
- Biblioteca del Servicio Agrícola y Ganadero
- Compromisos de Gestión Institucional del Servicio Agrícola y Ganadero
- Archivos de Noticias del Servicio Agrícola y Ganadero

- Datos: Q6126004
- Multimedia: Servicio Agrícola y Ganadero / Q6126004